# 보리 (가수)
보리(1971년 3월 27일 ~ )은 대한민국의 가수이다.

## 경력
- 한국청소년 문화사업단 홍보대사

## 데뷔
- 2006년 1집 앨범 "사랑의 도둑"

## 음반
- 2006년 1집 사랑의 도둑
- 2008년 2집 싱글 얄리 얄리